# 宮野隆矢
宮野 隆矢（みやの たかや、1971年10月18日 - ）は、日本の男性声優。トルバドール音楽事務所所属。

## 出演作品

### テレビアニメ
- こみっくパーティー（客）
- 陸奥圓明流外伝 修羅の刻（ナレーション[2]）
- 名犬ラッシー（村人B）
- スイスイ!フィジー!（グチグチさん、ほっそりさん）

### OVA
- HUNTER×HUNTER（プーハット）
  - HUNTER×HUNTER GREED ISLAND
  - HUNTER×HUNTER G・I Final

### 劇場版アニメ
- ドラゴンクエスト列伝 ロトの紋章（1996年、衛士）
- 爆転シュート ベイブレード THE MOVIE 激闘!!タカオVS大地（2002年、おやじ）

### ドラマCD
- 京四郎（白崎）
- 特攻天女
- マクロス7（男の子B・パイロット3）
- LAMUSE FIGHT!（演出家A）

### DVD
- はじめてのものしりシリーズ（ものしり博士〈2代目〉）